# Cour constitutionnelle (Macédoine du Nord)
Pour les articles homonymes, voir Cour constitutionnelle.
La Cour constitutionnelle de la république de Macédoine du Nord (en macédonien : Уставен суд на Република Северна Македонија, Ustaven sud na Republika Severna Makedonija) est une juridiction macédonienne chargée de veiller au respect de la Constitution de 1991.

## Membres

### Élection
Elle est constituée de neuf juges élus pour un mandat de neuf ans, qui ne peut être renouvelé. La procédure d'élection est régie à l'article 109, alinéa 2, de la Constitution de 1991.
Ils sont élus par l'Assemblée parmi d'éminents juristes, leur élection étant acquise à la majorité des voix du nombre total de députés, c'est-à-dire 61 voix. Le président de la République et le Conseil judiciaire de la République proposent chacun deux candidats.
Parmi les neuf juges, trois doivent recueillir une double majorité, à savoir la majorité des voix du nombre total de députés et la majorité des voix « appartenant aux communautés non-majoritaires en république de Macédoine du Nord ».

### Serment
Ils prêtent alors le serment suivant : « Je déclare que j'exercerai la fonction de juge à la Cour constitutionnelle avec responsabilité et conscience, en respectant la Constitution et les lois de la république de Macédoine du Nord. ». Ils signent ensuite leur serment, qu'ils soumettent au président de l'Assemblée.

### Incompatibilités et immunités
Selon l'article 111 de la Constitution, la fonction de juge à la Cour constitutionnelle est incompatible avec « l’exercice d’autres fonctions publiques, professions ou fonctions, et avec l’appartenance à un parti politique. ». Les juges sont de plus exemptés de service militaire.
Les juges disposent de la même immunité que celle des députés à l'Assemblée, et ne peuvent donc être arrêtés ou détenus pour des votes ou opinions exprimés dans l'exercice de leurs fonctions. Aucun juge ne peut être arrêté sans le consentement de la Cour, à moins qu'il ait été pris en flagrant délit d'une infraction punie d'au moins cinq années d'emprisonnement.

### Cessation de fonction
Outre la démission, le décès et la fin du mandat, la fonction de juge constitutionnel peut cesser en cas de révocation. Celle-ci est prononcée par la Cour si l'un de ses membres est accusé d'un délit ou d'un crime punit d'au moins six mois de prison ferme, ou s'il perd définitivement la capacité d'exercer sa fonction, cet état devant être constaté par ses pairs.

## Président

### Élection et mandat
Le président de la Cour constitutionnelle est élu par ses membres, et parmi eux, pour un mandat de trois ans qui ne peut être renouvelé. L'élection est acquise à la majorité des deux tiers, soit 6 voix, et tout juge peut proposer un autre comme candidat à la présidence, cette proposition devant être validée par une commission de trois juges.

### Fonctions
Le président assure la représentation de la Cour, convoque et préside ses réunions, signe les décisions, résolutions et autres documents émanant de la Cour, assure la mise en œuvre du règlement de la Cour constitutionnelle, et accomplit toutes les autres tâches que lui assigne ce dernier.

### Présidents depuis 1991
| Nom                        | Dates       |
| -------------------------- | ----------- |
| Jordan Arsov               | 1991-1994   |
| Jovan Proevski             | 1994-1997   |
| Milan Nedkov               | 1997-2000   |
| Todor Džunov               | 2000-2003   |
| Liljana Ingilizova-Ristova | 2003-2006   |
| Trendafil Ivanovski        | 2007-2010   |
| Branko Naumoski            | 2010-2013   |
| Vangelina Markudova        | 2013-2019   |
| Sali Murati                | 2019-2021   |
| Dobrila Kacarska           | 2021-2024   |
| Darko Kostadinovski        | Depuis 2024 |

## Fonctions
Selon l'article 108 de la Constitution, « La Cour constitutionnelle de la république de Macédoine du Nord est l’organe de la République qui garantit la constitutionnalité et la légalité. » Ses missions sont précisés à l'article 110, qui dispose que « La Cour constitutionnelle de la république de Macédoine du Nord statue sur la conformité des lois avec la Constitution ; décide de la conformité d’autres actes et des conventions collectives avec la Constitution et les lois ; défend les libertés et les droits de l’homme et du citoyen relatifs à la liberté d’opinion, de conscience, de pensée et d’expression publique de la pensée, d’association et d’action politiques, et à l’interdiction de la discrimination des citoyens en fonction de leur sexe, race, ou appartenance religieuse, nationale, sociale et politique ; se prononce dans un conflit de compétences entre les porteurs des pouvoirs législatif, exécutif et judiciaire ; se prononce dans un conflit des compétences entre les organes de la République et les collectivités territoriales ; statue sur la responsabilité du président de la République ; décide de la constitutionnalité des programmes et statuts des partis politiques et des associations de citoyens. »

### Contrôle de constitutionnalité et légalité
À la demande de tout justiciable, ou de sa propre initiative, la Cour constitutionnelle contrôle la conformité des lois à la Constitution de 1991, ou de tout autre acte à la loi et à la Constitution. Un rapport est alors rédigé, dans un délai de trois mois, puis la Cour se réunit en séance plénière. Un juge est désigné rapporteur, sauf si un autre juge avait déjà été chargé de rédiger le rapport soumis à la réunion.
Une réunion préparatoire, ainsi que des auditions publiques, peuvent également être organisés. Les juges passent ensuite au vote, mais tout juge qui émet un vote différent a la capacité de joindre son opinion dissidente à la résolution rendue. L'article 112 de la Constitution précise que « La Cour constitutionnelle abolit ou annule une loi s'il est constaté qu'elle n'est pas conforme à la Constitution. La Cour constitutionnelle abolit ou annule un autre règlement ou acte général, une convention collective, un statut ou le programme d’un parti politique, s’il est constaté que ceux– ci ne sont pas conformes à la Constitution ou aux lois. »

### Protection des droits
Toute personne estimant qu'un acte ou une action individuelle viole « la liberté d’opinion, de conscience, de pensée et d’expression publique de la pensée, d’association et d’action politiques, [ou] l’interdiction de la discrimination des citoyens en fonction de leur sexe, race, ou appartenance religieuse, nationale, sociale et politique » peut saisir la Cour dans un délai de deux mois à compter du jour où il a eu connaissance de la décision, celle-ci devant alors avoir un caractère définitif. Un rapport est remis à la Cour sous trente jours.
La procédure comprend obligatoirement des auditions publiques, et est close par une décision décidant s'il y a effectivement une infraction. Dans ce cas, la Cour peut simplement annuler l'acte individuel en cause, ou interdire l'action à l'origine de l'infraction. Dans le cas contraire, la demande est rejetée.

### Vis-à-vis du président de la République
La Cour constitutionnelle, en vertu des articles 82 et 87 de la Constitution, est chargée de prononcer la fin des fonctions du président de la République et de constater les violations de la Constitution éventuellement commises par lui.
Selon les dispositions du premier alinéa de l'article 82, la fonction présidentielle cesse « En cas de mort, de démission, d’empêchement définitif d’exercer la fonction ou de cessation du mandat par la force de la Constitution. ». Ces conditions sont constatées par la Cour, sur la base d'un rapport rendu par une commission de trois juges.
Concernant les éventuelles violations de la Constitution, l'article 87 dispose que « Le président de la République est tenu responsable de toute violation de la Constitution et des lois dans l’exercice de ses droits et tâches ». La Cour se prononce sur sa responsabilité, par un vote à la majorité des deux tiers des juges, après avoir entendu l'opinion du président, à la suite d'une mise en accusation prononcée par l'Assemblée à la majorité des deux tiers. Si le chef de l'État est reconnu coupable, ses fonctions cessent de droit.